# Nacionalismo gallego

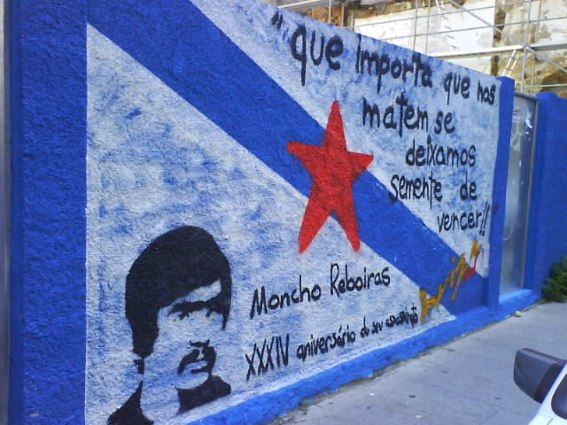
Mural en honor a Xosé Ramón Reboiras en Ferrol, abatido por la Policía en 1975. Apréciese la bandera independentista gallega.

El nacionalismo gallego es una corriente política y cultural que propugna el reconocimiento de Galicia como nación, entendiendo que esta comprende principalmente la actual comunidad autónoma española del mismo nombre y, en otros casos, también las comarcas de Eo-Navia en Asturias, El Bierzo en León y Sanabria en Zamora. Derivado de lo anterior, el nacionalismo gallego defiende el reconocimiento del derecho de autodeterminación para el pueblo gallego.
Actualmente, las principales fuerzas políticas que defienden estos planteamientos son el Bloque Nacionalista Galego (BNG) y Anova-Irmandade Nacionalista (una de las fuerzas que integran la coalición En Marea), la primera con representación en el Parlamento de Galicia. El BNG ha contado con representación en el Congreso de los Diputados de Madrid hasta las elecciones de 2015, en las que ha entrado Anova con 2 representantes dentro de En Marea. En las elecciones de 2019, el BNG regresó al congreso con el diputado Néstor Rego, secretario general de la Unión do Povo Galego, mientras que en las elecciones autónomicas de 2020, el BNG se convirtió en la segunda fuerza del parlamento gallego con un 24 % de los votos. En la actualidad el 22,8 % de la población se considera nacionalista y el 65,2 % de la población se considera tan gallega como española.

## Ideología
El nacionalismo gallego tiene como base la reafirmación de los valores nacionales de Galicia, tanto desde el punto de vista histórico como a través de su representación en las instituciones políticas gallegas y españolas. Dentro de este amplio espectro se pueden encontrar dos corrientes ideológicas principales:
- Una que aboga por la transformación de España en un Estado federal o confederal, de corte republicano, dentro del que se integraría de forma voluntaria el pueblo gallego. Estos partidos están actualmente integrados, junto a las federaciones gallegas de partidos españoles de izquierda como Podemos, Izquierda Unida (Esquerda Unida) o Equo, en la coalición electoral En Marea.

- Otra, la de la izquierda independentista, que apuesta por la ruptura total con España y también con el modelo de la sociedad capitalista, y que se mueve en posiciones que van desde la izquierda radical (Nós-Unidade Popular) hasta posiciones más moderadas de centro-izquierda, como es el caso del Bloque Nacionalista Galego.

Estas dos corrientes, sin embargo, poseen puntos en común, como la defensa de la lengua y la cultura gallega (en algunos casos a través del reintegracionismo), el reconocimiento de Galicia como nación y la libre adhesión de los ayuntamientos gallego-parlantes de León y de Zamora, así como de los concejos del occidente astur en los que se hable eonaviego, en una hipotética estructura política que se pudiera desarrollar en el futuro.

## Historia
El nacimiento del nacionalismo gallego propiamente dicho se da con las Irmandades da Fala, pero antes diversos movimientos que constituyen los precedentes del nacionalismo propiamente dicho.

### Evolución histórica de Galicia

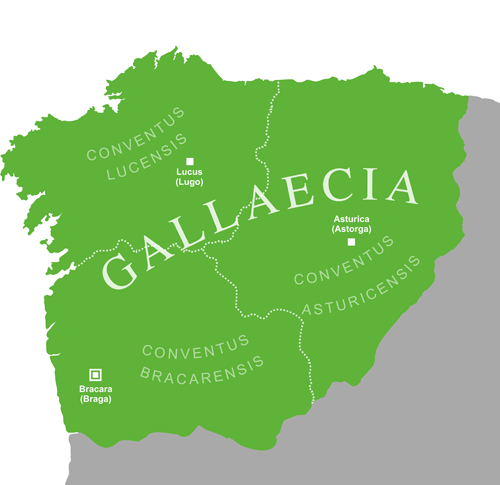
Mapa aproximado de la provincia romana de Gallaecia en tiempos del emperador Diocleciano (-).

Tras la entrada de los suevos en la península ibérica se produce la creación de uno de los primeros reinos posteriores a la caída del Imperio Romano. Los suevos llegaron a ocupar la zona que se denominó durante la época romana como Gallaecia, siendo esta zona un reino independiente durante unos 174 años (411-585), estando el resto de la Península bajo control visigodo. Tras la conquista por parte de éstos, se produce la anexión de la Gallaecia al resto del reino visigótico.
El Reino de Galicia, también referido más precisamente como "Reino cristiano de Galicia" o "Reino medieval de Galicia", fue una entidad política surgida en la Edad Media que, gobernada como monarquía privativa durante un breve tiempo, quedó integrada al Reino de León y, finalmente, a la Corona de Castilla, sirviendo de base para la conformación contemporánea de la región gallega, precedente histórico de la actual comunidad autónoma de Galicia.
Los antecedentes de la constitución del Reino de Galicia remontan al siglo X, tras la reparto de los dominios de Alfonso III de Asturias en el año 910 y su asignación a su hijo Ordoño, quien en el 914 fue proclamado rey de León, aunque no hay unanimidad para con las afirmaciones de que fue ya en esta época cuando quedó constituido como reino independiente, ni tampoco con los periodos de gobierno de Sancho, del 926 al 929, y Bermudo, del 982 al 984.
En cualquier caso, es por un nuevo reparto, el de los dominios de Fernando I de Castilla y León, que García, su hijo menor, fue proclamado Rey de Galicia, en dos periodos, de 1065 a 1071 y de 1072 a 1073, hasta que fue depuesto y encarcelado por Alfonso VI de León y Castilla y el reino incorporado al de León. 
A la muerte de García de Galicia, en el 1090, tras el encarcelamiento al que lo sometió su hermano hasta la muerte en el castillo de Luna, el reino de Galicia es dividido tomando como referencia al río Miño y el condado portugués resultante, sería el germen de la constitución a su vez del Reino de Portugal a partir de Alfonso Enríquez. Desde 1230, con Fernando III de Castilla, el reino leonés quedó reunido definitivamente en la Corona castellana.
La denominación de reino fue conservada durante el Antiguo Régimen, hasta ser sustituida oficialmente con la reforma administrativa española de 1833, aunque siguió siendo empleada con fines honoríficos y protocolarios. Algunos sectores políticos han propuesto su recuperación como denominación oficial de la comunidad autónoma.
También se emplea esta denominación para designar, dentro de su contexto, al reino que se conformó bajo la autoridad de los suevos entre los siglos V y VI, en parte de los territorios que pertenecieron a las provincias romanas de Gallaecia, y del norte de la Lusitania, y cuya historia forma parte de algunas de las reivindicaciones historiográficas del galleguismo y corriente próximas.
La etapa de independencia acabará durante la Edad Media en que el Reino de Galicia paso a desaparecer al ser absorbido por el Reino de León y posteriormente a la Corona de Castilla.
Esta paso desde el Reino de León a la Corona de Castilla fue consecuencia de la política de casamientos que desmembró y volvió a unir la Península. 
La insostenible situación del campesinado desembocó en las Revueltas Irmandiñas, revolución dirigida por nobles pequeños y burguesía que instauró un régimen comunal durante dos años, sofocada por los señore feudales expropiados por los irmandiños.
Los séculos escuros ("siglos oscuros") de Galicia comenzaron a partir del siglo XV y el idioma gallego sobrevivió en las clases populares, mientras las clases altas y la burguesía adoptaron, mayoritariamente, el castellano para ascender en la escala social.

### Los precursores
Dentro de los precursores del nacionalismo gallego se pueden señalar tres grandes movimientos:

#### El provincialismo

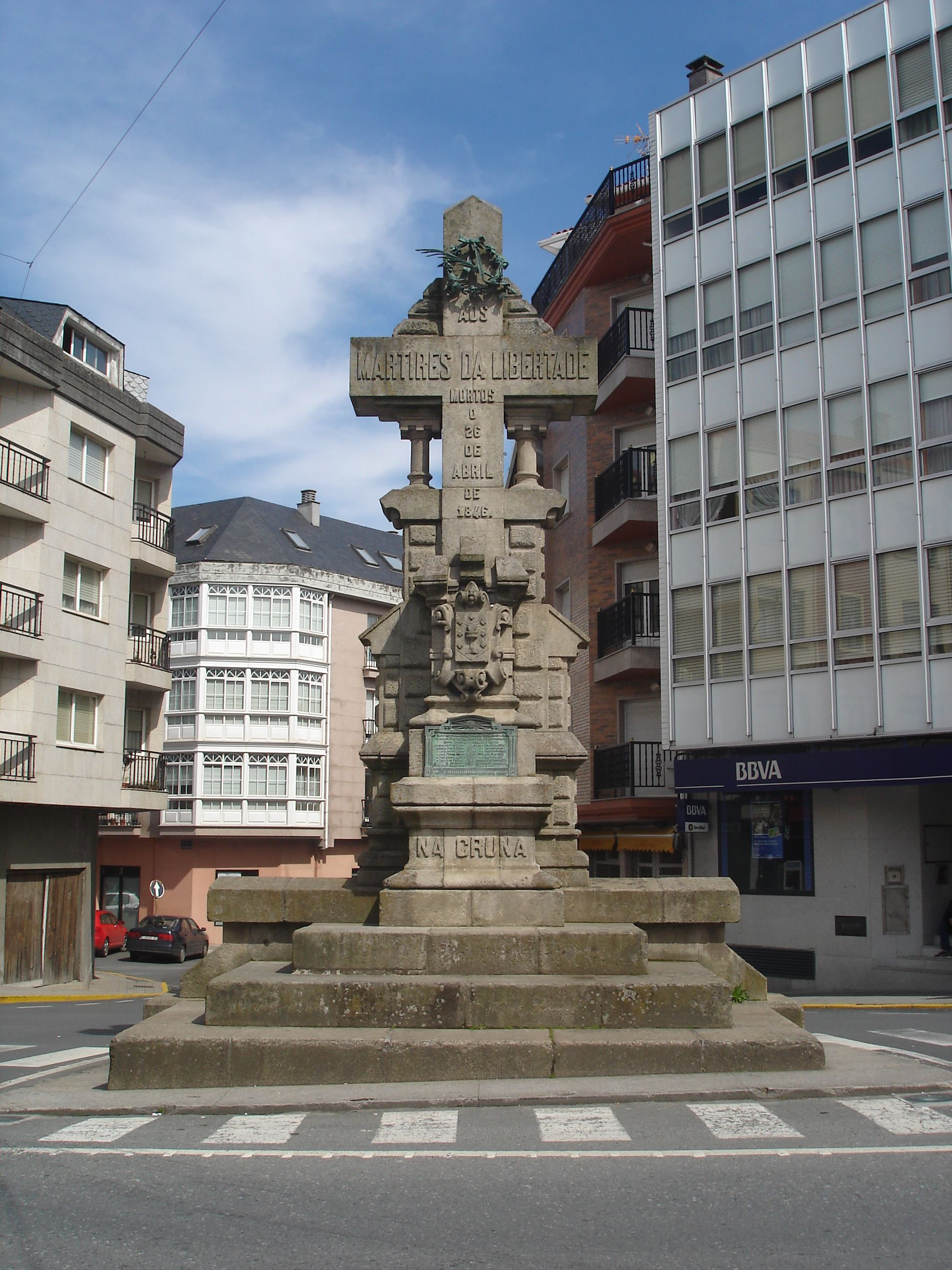
Monumento a los Mártires de Carral, inaugurado en 1905, obra de Juan Álvarez Mendoza. El levantamiento de Solís contra Ramón Narváez supone un hito para el nacionalismo gallego.

El provincialismo fue un movimiento que nació en 1840 para defender la integridad del territorio de Galicia. Esta integridad se veía amenazada por culpa de un proyecto de división de España en provincias que se había comenzado a elaborar tras la muerte de Fernando VII. Los provincialistas querían que Galicia fuera una sola provincia y que no fuera dividida en las cuatro que hoy existen.

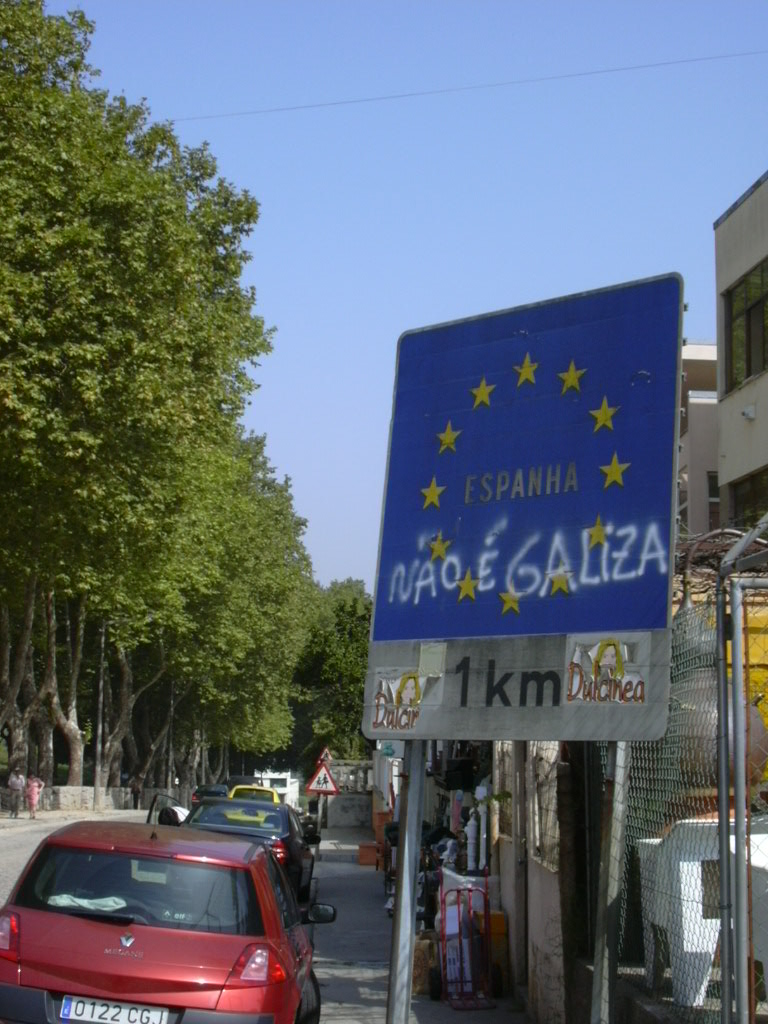
Señal fronteriza en la ciudad portuguesa de Valença do Minho con la pintada Espanha não é Galiza ("España no es Galicia").

Hay dos etapas en el movimiento provincialista: una que va de 1840 a 1846 y otra que va de 1854 a 1865. La primera etapa se caracteriza por ser un período muy activo cultural y políticamente. Es en este período cuando los provincialistas se suman al pronunciamiento del comandante Miguel Solís contra Narváez, que acabará con el fusilamiento de los denominados Mártires de Carral. El segundo provincialismo es básicamente cultural, y es con él cuando se produce el Rexurdimento literario del gallego.

#### El federalismo
A partir de 1865, e incluso 1875, se desarrolla el federalismo gallego, con él surgirían los primeros ideólogos protonacionalistas como Alfredo Brañas (que inspiró a intelectuales nacionalistas catalanes), que conseguiría su cumbre con la Primera República Española. Los federalistas propugnaban que Galicia se constituyese como un cantón dentro de España y que fuera regida por su propia Constitución cantonal. En este movimiento se reintegraron los viejos provincialistas.

#### ElRexionalismo
Este período se extendió aproximadamente entre 1875 y 1907. En este período se dio una reestructuración cultural e ideológica, en la que sectores tradicionalistas y conservadores adoptaron las ideas galleguistas. Su acontecimiento destacado fue la fundación de la Asociación Regionalista Gallega, y tuvo cómo líderes principales a Manuel Murguía y Alfredo Brañas. Remata con la fundación de la Real Academia Galega (RAG) y el paso a las Irmandades da Fala.  Durante esta época, el federalismo republicano gallego, por medio del Consejo Federal de Galicia, presidido por Moreno Barcia, presenta un Proyecto de Constitución para el futuro estado gallego, en 1883, que será aprobado por la Asamblea celebrada en Lugo, en 1887.

### Nacimiento
El ideario galleguista que había surgido con el provincialismo, se desarrolló con el federalismo recogido en el siglo XX por las Irmandades da Fala, asociación de corte sociocultural fundada en 1916 y por la que pasaron galleguistas cómo Antón Villar Ponte, Vicente Risco y Ramón Cabanillas. Se puede establecer el comienzo del nacionalismo gallego propiamente dicho en la asamblea que las Irmandades celebran en Lugo en 1918, en la que se manifiesta:

Teniendo Galicia todas las características esenciales de nacionalidad, nosotros nos nombramos, de hoy para siempre, nacionalistas gallegos, ya que la palabra regionalismo no recoge todas las aspiraciones ni encierra toda la intensidad de nuestros problemas.

En esta primera Asamblea se concluye reivindicar una autonomía total para Galicia, hacia una federación de naciones de la Península; la cooficialidad del gallego y del castellano en Galicia (en vigor), así como un asiento para Galicia en la Sociedad de Naciones.

### Evolución
En 1922 se celebró en Monforte de Lemos otra Asamblea de las Irmandades da Fala. Allí se manifestaron las diferencias entre las dos corrientes dentro de la organización: la que propugnaba mayor participación en la política y la que defendía continuar en la línea cultural. Decantándose a favor de la segunda, se inició una etapa de corte cultural en la que tuvo mucha importancia el Grupo Nós. Se fundó en esta época el Seminario de Estudios Gallegos. La dictadura del general Miguel Primo de Rivera supuso un parón de seis años en la actividad política de los grupos galleguistas, que fueron proscritos.

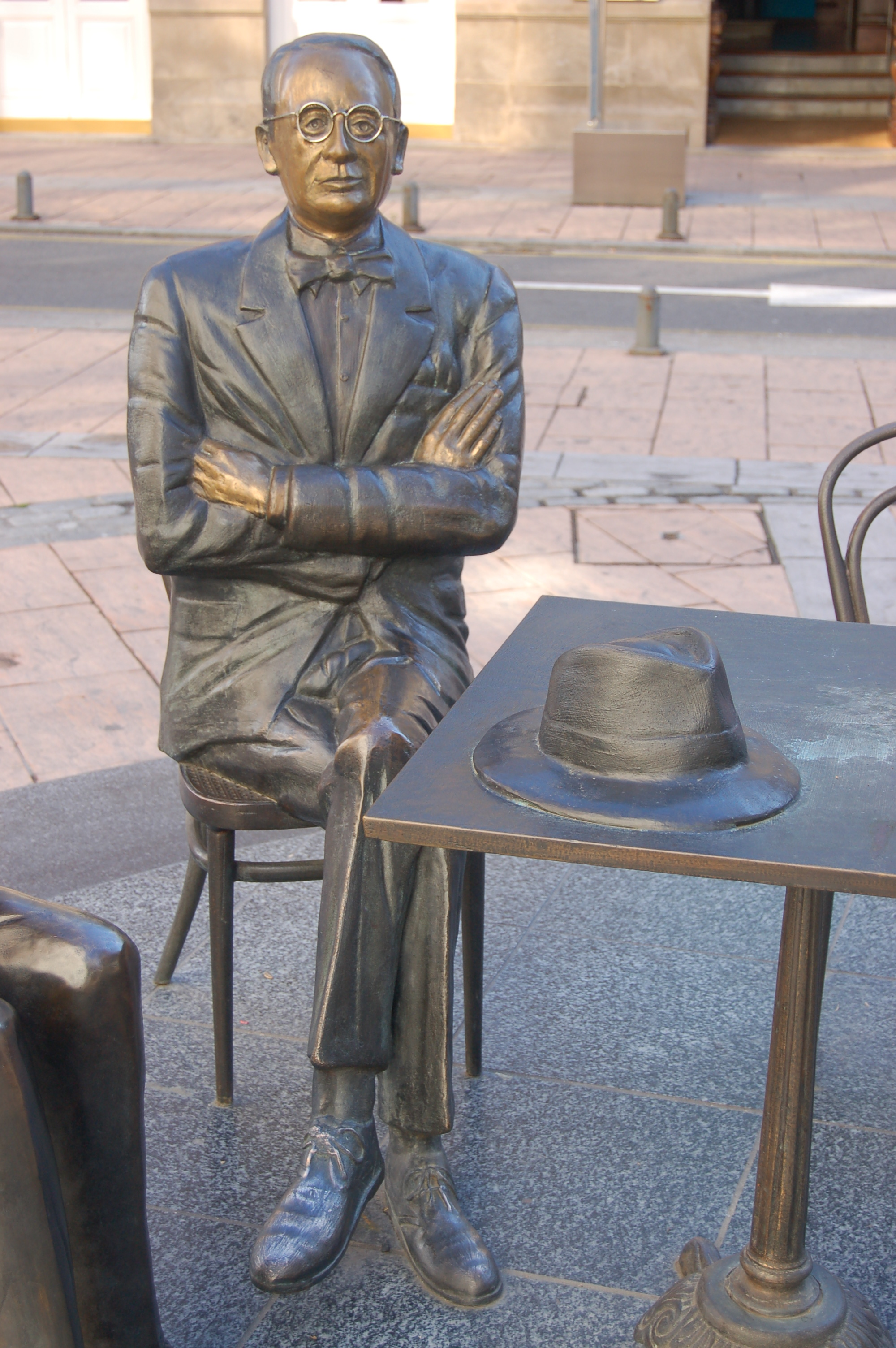
Estatua de Castelao, uno de los principales ideólogos del nacionalismo gallego contemporáneo, en Pontevedra.

En 1929 nació la ORGA de Santiago Casares Quiroga, una organización gallega de corte autonomista, republicano y de izquierdas. Fue la fuerza impulsora del Pacto de Lestrove (marzo de 1930) y de la creación de la Federación Republicana Gallega. Esta alcanzó un importante éxito electoral en las elecciones constituyentes de 1931, siendo la fuerza hegemónica en Galicia con 15 diputados. Entre ellos, claros nacionalistas como Antón Villar Ponte, Suárez Picallo o el propio Ramón Otero Pedrayo, integrado a través del Partido Nazonalista Repubricán, con implantación en la provincia de Orense. En 1932 la ORGA pasaría a denominarse Partido Republicano Gallego, el cual acabaría en la esfera de Izquierda Republicana de Manuel Azaña en 1934.
En 1931 nació el Partido Galeguista, como unión de varios grupos nacionalistas tanto de izquierdas como de derechas, que hizo suyo el programa de las Irmandades. Estuvo liderado por Alfonso Daniel Manuel Rodríguez Castelao y Alexandre Bóveda. El PG tuvo un éxito notable: en cuatro años pasó de 700 a 6000 afiliados, de tener 30 grupos locales a 150, y de 54 000 a 300 000 votos. Su objetivo final era la creación de una república federal en España con un Estado gallego federado. Sin embargo, su meta inmediata fue la consecución de un Estatuto de Autonomía para Galicia.
El PG, en principio un partido aglutinante, debió aliarse con el Frente Popular, debido a la postura antiautonomista de los grupos de la derecha española. Este hecho provocó dos escisiones: Dereita Galeguista de Pontevedra (Xosé Filgueira) y Dereita Galeguista de Ourense (Vicente Risco), que luego formarían Dereita Galeguista. Estas escisiones fueron muy criticadas por Castelao.
Con el triunfo del Frente Popular en las elecciones de 1936, se celebró el 28 de junio de 1936 un referéndum sobre el estatuto de autonomía. Oficialmente votó el 74,52 % de la población y un 99,05 % de los votantes se pronunció afirmativamente, pero el resultado no fue aceptado por la derecha que denunció falsificación masiva de actas, afirmando que apenas votó una quinta parte de los electores
Tras esto, viajó a Madrid una comisión de diputados por Galicia para presentar en las Cortes Españolas el estatuto. Sin embargo, la sublevación militar del 18 de julio y la caída en manos de los sublevados de Galicia hizo inviable la aplicación de dicho estatuto, incluso aunque las Cortes republicanas, reunidas el 1 de febrero de 1938 en Montserrat, aprobaron el texto.
Durante la dictadura franquista todo el movimiento relacionado con el nacionalismo y la lengua gallega fue duramente reprimido. Algunos dirigentes nacionalistas como Alexandre Bóveda o Ángel Casal (alcalde de Santiago de Compostela) fueron fusilados durante la Guerra Civil, aunque otros como Vicente Risco o Ramón Otero Pedrayo fueron capaces de acomodarse al nuevo régimen.
En 1963 nació el Partido Socialista Galego (PSG), promovido por Ramón Piñeiro, que nunca militaría en él. El PSG se limitaba a la actividad cultural y de formación de sus miembros para evitar atraer sobre sí la atención de la represión franquista. Su líder, Xosé Manuel Beiras, en su obra El atraso económico de Galicia, realizó una diagnosis de la economía gallega como la de una nación periférica que sufría un neocolonialismo socioeconómico a causa de su subdesarrollo. Esta obra tendría una gran difusión entre la juventud universitaria.
En 1964, también se fundó la Unión do Povo Galego (UPG), inicialmente un frente nacionalista, que en 1966 se transformó en partido, tomando una orientación comunista. Pretendía romper con el culturalismo en que se había refugiado el galleguismo durante la dictadura franquista. Tenía sus raíces ideológicas en el marxismo-leninismo, analizaba la sociedad gallega considerándola una nación proletaria en el contexto internacional, vinculándose a los movimientos de liberación nacional del Tercer Mundo. Proclamaba abiertamente el derecho a la autodeterminación y la concepción política de una Galicia soberana (poder popular) dueña de sus destinos, pero sin reivindicar abiertamente el separatismo. En coherencia con estos planteamientos, pasó a la acción social directa buscando arraigar el nacionalismo a través de conflictos sociales y la agitación. Buscaba, así, agudizar las contradicciones de la dictadura y del capitalismo que, según entendían, en Galicia tenía un semblante nítidamente colonial. La primera puesta en escena fueron los tercios de asalto en Castrelo de Miño. En 1971 se crearon los Comités de Axuda á Loita Labrega (antecedente de las Comisións Labregas), y en 1973 la asociación estudiantil Estudiantes Revolucionarios Galegos (ERGA).

#### La Transición
Con la llegada de la democracia, entre los galleguistas se intenta resucitar el galleguismo de centro. En 1975 aparecieron Unión Democrática e Izquierda Democrática, que se agruparon en el Partido Popular Gallego. De inspiración europeísta y democristiana, aglutinó a un grupo de notables que padeció la presión de los reformistas del régimen y acabó siendo un vivero de políticos para las potentes fuerzas estatales que se estaban configurando y que protagonizarían la transición. El caso paradigmático sería Xerardo Fernández Albor, captado por Manuel Fraga para ensayar una Alianza Popular de corte regionalista. Notables del propio régimen fundaron el Partido Gallego Independiente, pero sucumbieron a la oferta de Adolfo Suárez de participar en la dirección de la UCD gallega para darle una orientación autonomista y arraigo en el país. Cuando UCD pasa de coalición a partido se disolverían en ella los partidos galleguistas de José Luis Meilán Gil y Eulogio Gómez Franqueira.
En 1975 se crea la Asemblea Nacional-Popular Galega, una organización de masas, asamblearia y de izquierdas con vocación de integrar partidos y personas sin militancia buscando la implantación social del nacionalismo izquierdista. Con una estrategia de agitación social y una estética revolucionaria, la sociedad gallega de pequeños campesinos y clases medias fue impermeable a la oferta, que acabó teledirigida por la UPG. Esta trabajaba ya en la constitución del Bloque Nacional-Popular Galego para concurrir a las primeras citas electorales.
En 1978 se fundó de nuevo el Partido Galeguista. En el centro-izquierda apareció el Partido Gallego Social-Demócrata (PGSD) en 1974, al que hace falta sumar el Partido Socialista Galego citado anteriormente. No obstante, la izquierda nacionalista seguía estando representada principalmente por la UPG. 
En 1976, a propuesta de la UPG, se creó el Consejo de Fuerzas Políticas Gallegas, del que formaban parte la propia UPG, el PSG, el PGSD, los carlistas y el Movimiento Comunista de Galicia (MCG). 
En las primeras elecciones tras la muerte de Francisco Franco, el nacionalismo se presenta fragmentado y con posiciones rupturistas que asustan al electorado más moderado en un momento de gran incertidumbre política. Alcanzó más del 10 por cien de los votos, siendo las fuerzas más votadas el Bloque Nacional Popular Galego con el 5,86 % de los votos, y la coalición Unidade Galega (Partido Galeguista, Partido Socialista Galego, Partido Obreiro Galego) con el 5,54 % de los votos. Así pues, el nacionalismo gallego se quedó fuera de las Cortes Generales españolas y quedaba en posiciones de marginalidad en el proceso de reforma democrática, así como de los resortes institucionales imprescindibles para su crecimiento.

#### La autonomía

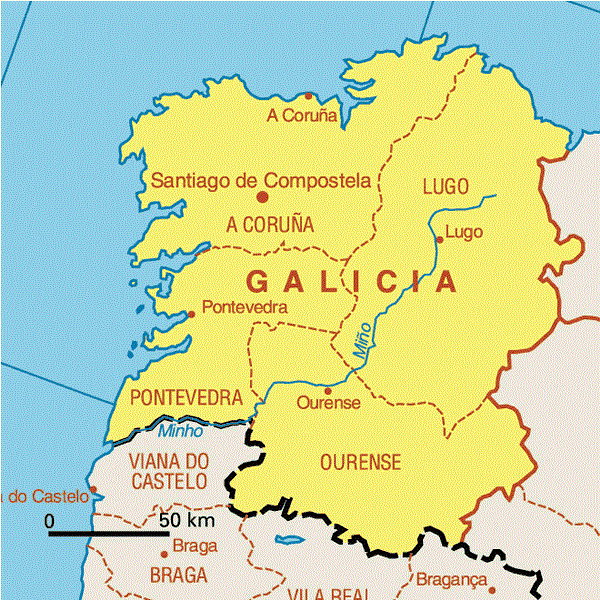
Mapa de la actual comunidad autónoma de Galicia.

Actual bandera de Galicia, inspirada en la de la provincia marítima de La Coruña, diseñada en el.

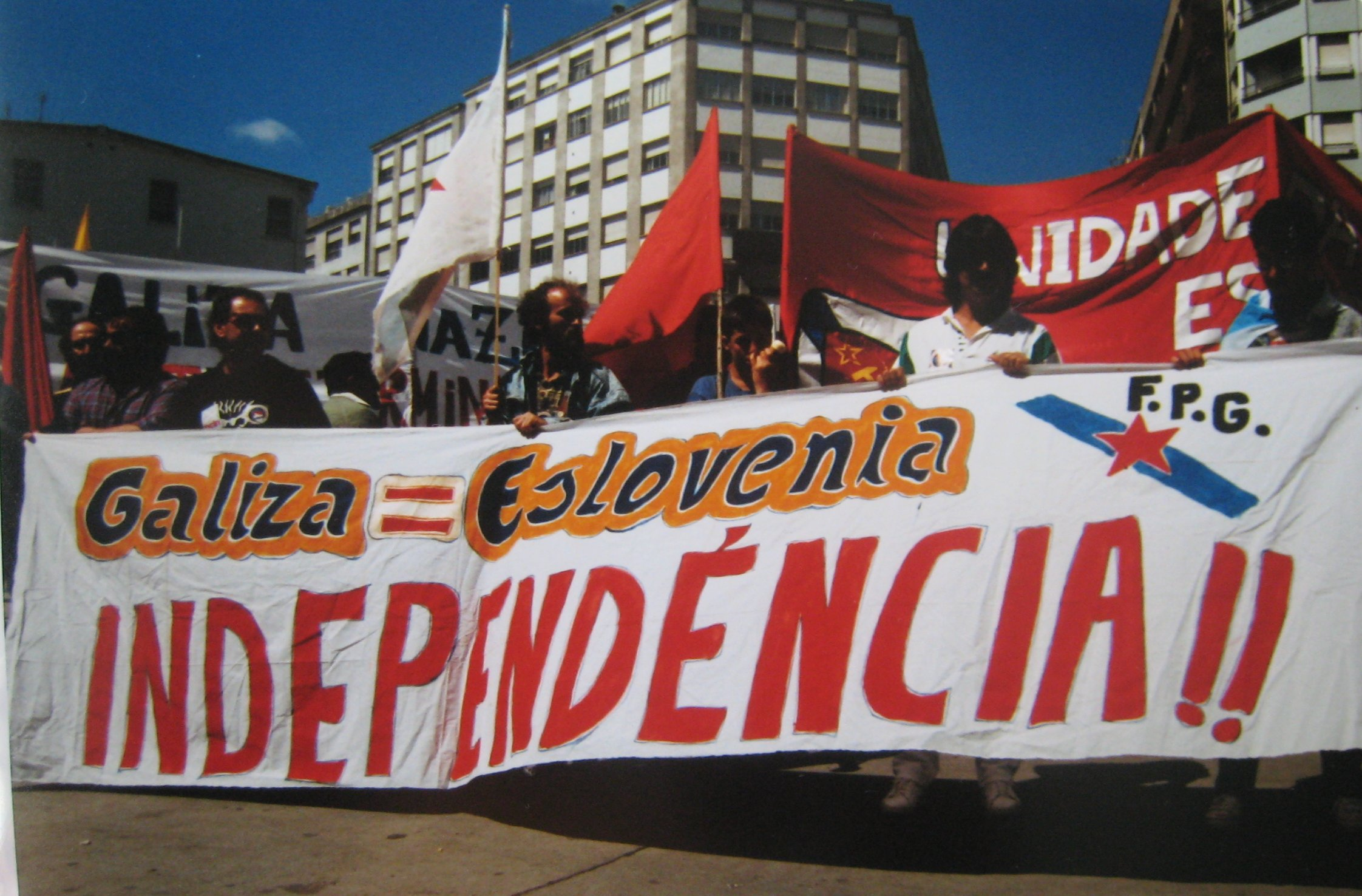
Pancarta independentista del FPG en la manifestación del 25 de julio (Día da Pátria Galega) de 1991, aludiendo a la reciente independencia de Eslovenia.

Galicia obtuvo su Estatuto de Autonomía el 6 de abril de 1981, quedando definida cómo nacionalidad histórica, al nivel de Cataluña y País Vasco. El nacionalismo se había automarginado del proceso estatutario por entenderlo insuficiente, aunque el Partido Obreiro Galego de Camilo Nogueira (una escisión de la UPG), y el PG trabajaron en el consensuado Estatuto de los Dieciséis, que las direcciones políticas centrales de las fuerzas estatales acabarían recortando.
En las primeras elecciones autonómicas, el nacionalismo gallego vuelve a presentarse dividido. El Bloque Nacional-Popular Galego (BNPG) en coalición con el PSG, ya sin Beiras, obtiene 3 escaños y el 6 % de los votos. Esto fue considerado un éxito dada la ausencia de instrumentos institucionales y comunicativos. Además, el independentismo había consolidado una división crónica con fuerzas rupturistas e independentistas como Galicia Ceibe. Algunos grupúsculos habían optado por la lucha armada siguiendo la estela que había marcado el asesinato de Moncho Reboiras por parte de la Policía franquista en 1975. En este contexto, el esfuerzo de participación pacífica e institucional del BNPG-PSG se vería truncado por la expulsión de sus diputados al negarse estos a jurar la Constitución de 1978.
El Partido Galeguista, con el 4 % de los votos, no obtendría representación. De este modo, la única fuerza nacionalista que quedaba activa en el Parlamento de Galicia fue en esta primera legislatura Esquerda Galega, heredera del Partido Obreiro Galego. Su único diputado sería Camilo Nogueira, con el 4 % de los votos. Esta fuerza mostraría una tendencia a crecer contrastada en posteriores comicios de ámbito diverso.
Las contradicciones de UCD en el proceso estatutario daban paso a una Alianza Popular (AP) con una retórica galleguista muy marcada que apareció victoriosa, poniendo de manifiesto, según la mayoría de los analistas, que se abría un espacio para el nacionalismo de centro. El primer intento ya lo había protagonizado Unidade Galega, que integraba al Partido Galeguista y otras fuerzas más a la izquierda de perfil moderado y que había obtenido un llamativo respaldo en las ciudades gallegas en las primeras elecciones municipales, llegando a conseguir la alcaldía de La Coruña. No obstante, las tensiones ideológicas internas acabaron con la coalición.
En las elecciones autonómicas de 1985, Coalición Galega se estrenaba brillantemente con el 13 % de los votos y 11 escaños, frenaba el crecimiento de AP pese al perfil autonomista de ésta y se convertía en llave de gobierno. Sin embargo, sus diputados se vieron tentados por las fuerzas de ámbito estatal y cayeron en divisiones y subdivisiones hasta aceptar el desembarco del líder real de AP en Galicia, José Luis Barreiro, tras su intento de derrocar desde dentro de la Junta de Galicia a Gerardo Fernández Albor.
Desalojado Albor de la presidencia mediante una moción de censura, nacería un gobierno autonómico tripartito con dos partidos nacionalistas en el poder: Coalición Galega (ahora en manos de Barreiro Rivas) y el Partido Nacionalista Galego (PNG) ineficazmente dirigido por Pablo González Mariñas, que paradójicamente había sido el candidato de Coalición Galega a la presidencia. La presidencia de la Junta fue para el PSOE, en un momento en que este partido propiciaba la reconversión industrial, las cuotas lácteas, los recortes de la flota pesquera o el recurso de inconstitucionalidad contra la Ley de Normalización Lingüística aprobada por unanimidad en el Parlamento de Galicia. Tales contradicciones fueron castigadas electoralmente en los comicios autonómicos: Manuel Fraga se aupaba a la Junta de Galicia en coalición con una fuerza nacionalista moderada, Centristas de Galicia, una escisión por la derecha de Coalición Galega. El líder de este partido, Victorino Núñez, pasaría a ser presidente de la cámara autonómica.
En estos comicios el Bloque Nacionalista Galego (BNG), ya claramente proclive al trabajo institucional, iniciaba una carrera ascendente, ocupando espacios de centro-izquierda de la mano de Beiras. El nacionalismo había perdido diez años de historia en su automarginación en la Transición y el proceso estatutario, pero acabaría siendo la segunda fuerza política de Galicia y una alternativa a los repetidos mandatos de Fraga.
Los restos menos ideologizados de una moribunda Coalición Galega ensayarían candidaturas en comicios locales con discreto éxito (Converxencia Democrática Galega con 137 concejales en las elecciones municipales de 1991) o nulo (Democracia Galega, con 36 concejalías en las de 1999). El Partido Nacionalista Gallego se integraría en el BNG.

## Actualidad

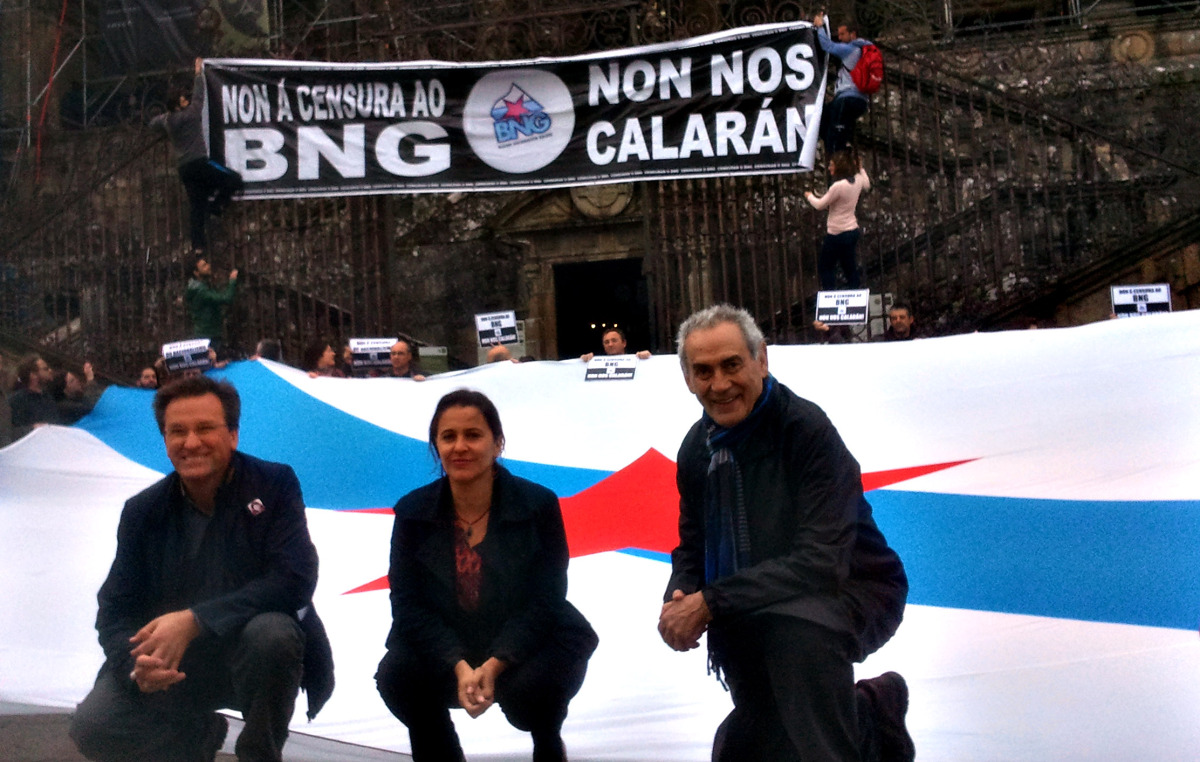
Movilización nacionalista, liderada por el BNG de cara a las elecciones al Parlamento Europeo de 2014.

Versión de la bandera gallega conocida como "estreleira" o "bandera da Pátria", de uso mayoritario en el nacionalismo y el independentismo de izquierdas.

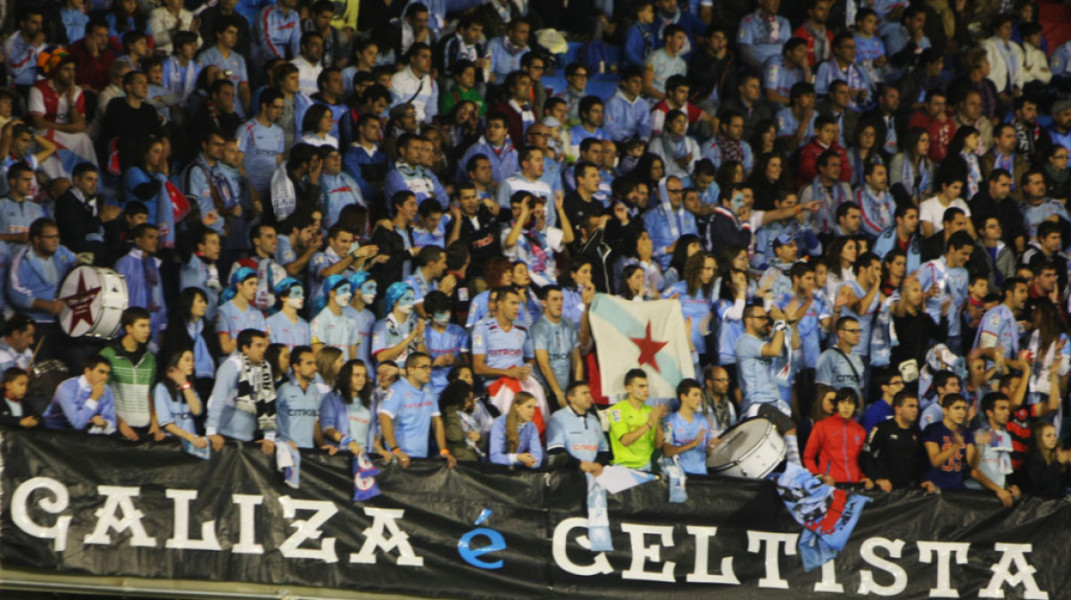
Aficionados del Real Club Celta de Vigo con una bandera estreleira.

Los partidos actuales con presencia en el Parlamento de Galicia que se definen como nacionalista son el Bloque Nacionalista Galego (BNG), con un giro a la izquierda cada vez más pronunciado y con Ana Pontón a la cabeza, y En Marea, coalición heterogénea vinculada a Podemos. El BNG conoció un considerable aumento de los votos en los años recientes, llegando incluso a ser, con Xosé Manuel Beiras, la segunda fuerza política gallega, por delante del Partido dos Socialistas de Galicia-PSOE. Alcanzó su techo electoral en las elecciones autonómicas de 1997 en las que obtuvo más de 395 000 votos y un porcentaje del 25 %, obteniendo 18 diputados. Llegó, asimismo, tras los comicios municipales de 1999, a contar con las alcaldías de ciudades importantes como Vigo, Pontevedra (alcaldía que aún mantiene) y Ferrol. Contó además con un eurodiputado, tres parlamentarios en el Congreso de los Diputados y un senador de designación autonómica. Conoció, no obstante, un descenso de votos en las elecciones gallegas de 2005, pasando a ser la tercera fuerza política con 13 diputados, lo que representa de golpe un retroceso a los niveles de 12 años atrás.

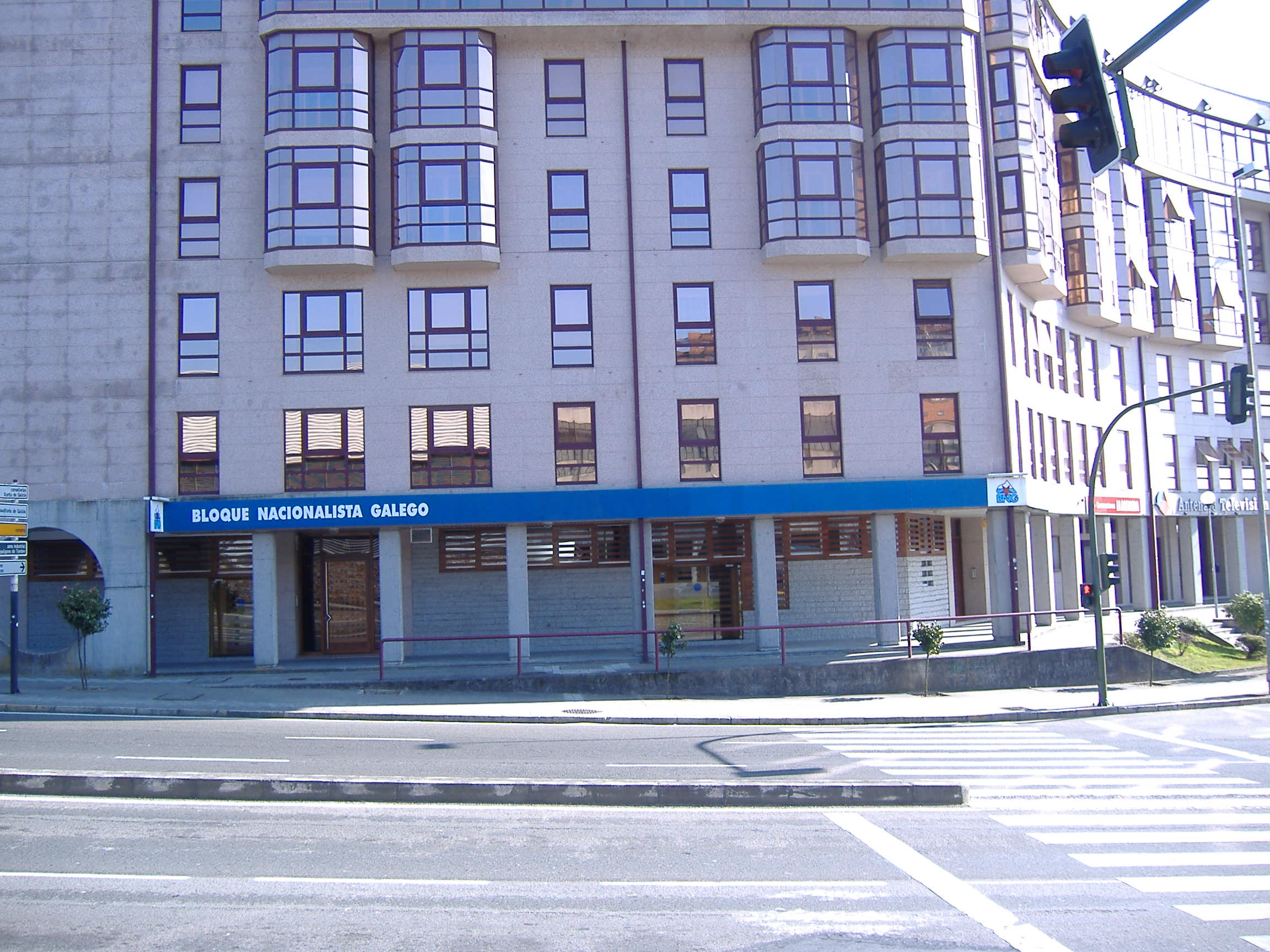
Sede nacional del BNG, principal partido nacionalista de Galicia, en Santiago de Compostela.

En las elecciones municipales de mayo de 2007, el BNG alcanzó cerca del 20 % de los sufragios, pero ya con un mensaje rural análogo al del PP galleguista de Manuel Fraga y Xosé Cuíña y muy alejado de la imagen intelectual y rebelde de los éxitos electorales de Xosé Manuel Beiras en el ámbito urbano y juvenil.
En la opción de centro se presentó Terra Galega, que consiguió superar la barrera del 2 % de los votos y el recién refundado por segunda vez Partido Galeguista, que, perdidas sus raíces históricas e ideológicas cosechó un rotundo fracaso.
El nacionalismo gallego ha experimentado un notable crecimiento en los años recientes, pasando el voto nacionalista de un 9 % a más de un 25 % en la década de 1990. Aparecieron muchas organizaciones juveniles que apoyan el independentismo gallego, y, a pesar de ser muy numerosas, carecen de representatividad y poder político real. Entre estas, la más fuerte es Frente Popular Galega (FPG), integrado en Anova-Irmandade Nacionalista. Por su parte, Nós-Unidade Popular organizó campañas para la retirada de la simbología franquista que aún queda en Galicia. Se autodisolvieron en 2015.
El galleguismo izquierdista consiguió un hito histórico tras las elecciones autonómicas de 2005. Por primera vez, a pesar de haber experimentado un fuerte descenso de los votos, un partido nacionalista gallego de izquierdas (el BNG) logró formar parte del gobierno, ocupando su dirigente Anxo Quintana el cargo de Vicepresidente de la Junta de Galicia, además de las consejerías de Medio Rural, Innovación e Industria, Cultura y Vivienda. En esta legislatura se han aprobado importantes proyectos para el galleguismo, como son la creación de una red de galescolas o la completa reactivación de la selección gallega de fútbol aunque sus grandes líneas en política social, energética, forestal, turística, cultural o agrícola en poco han variado los ejes de acción de los gobiernos de Fraga.
Con la reforma del Estatuto de Autonomía, los nacionalistas intentan alcanzar mayores cuotas de autogobierno en materias como pesca, administración de Justicia, policía autonómica, cuencas fluviales, asistencia social e inmigración, industria y administración local así como a equiparar el estatus jurídico del idioma gallego con el castellano. Proponen incorporar un listado de derechos cívicos conforme a las tendencias sociales que consideran más avanzadas y un modelo de financiación que revierta en Galicia su valor añadido generado por sus sectores productivos.
Otro caballo de batalla, que resultó ser decisivo para parar el proceso de reforma, fue el deseo de introducir en el estatuto una mención a Galicia como nación. El PSdeG abogó por la introducción del término nación común dos galegos inspirada en el himno gallego que hace mención a la "nazón de Breogán". Aun así, es difícil que sea incluido debido a la necesidad jurídica de conseguir el consenso con un PP de Galicia ya distante del galleguismo de la época de Fraga y Cuiña, ya que se necesita el apoyo de los dos tercios del Parlamento.
Tras las elecciones autonómicas de 2009 el único partido abiertamente nacionalista con representación en el parlamento, el BNG, se vio relegado a una posición secundaria tras obtener tan solo el 16,28 % de los votos, frente a la mayoría absoluta del PP liderado por Alberto Núñez Feijoo.
Tras la XIII Asemblea Nacional del BNG abandonaron esa fuerza política varios sectores. Los centristas constituyeron un nuevo partido llamado Compromiso por Galicia (CxG). Por la izquierda, el Encontro Irmandiño de Xosé Manuel Beiras configuró el 14 de junio de 2012 una nueva fuerza llamada Anova-Irmandade Nacionalista. Esta fuerza acogió a la Frente Popular Galega (FPG) en línea de recuperar un discurso soberanista y en conexión con la indignación social derivada de la crisis económica y la corrupción. De acuerdo con eso, se coaligó con Esquerda Unida (rama gallega de IU, hasta entonces una fuerza marginal en la política gallega) consiguiendo un éxito electoral en su primer ensayo en las elecciones autonómicas de 2012. La coalición nacionalista y de izquierdas se denominó Alternativa Galega de Esquerda (AGE) y alcanzó el 14 % de los votos (más de 200 000) y 9 diputados, desbancó al PSOE de la segunda plaza en el voto de las ciudades y desplazó también al BNG a la cuarta plaza con 7 diputados.
En las elecciones generales del 20 de diciembre de 2015 Anova-Irmandade Nacionalista formó parte de la candidatura de En Marea, que alcanzó con 6 diputados, 408 370 votos y el 25,04 % de los votos la segunda posición en el ámbito gallego. La interpretación del reglamento del Congreso de los Diputados realizado por la Mesa de la cámara impidió la formación de un grupo parlamentario propio.

## Partidos políticos y organizaciones de carácter nacionalista
- Bloque Nacionalista Galego: partido de corte socialista, con unos 8.000 militantes y la fuerza nacionalista gallega con mayor veteranía en el Parlamento de Galicia, donde tiene actualmente 19 escaños, tras las elecciones autonómicas celebradas en 2020. A principios de 2012 sufrió varias escisiones de partidos internos, que decidieron abandonar el BNG disconformes con los resultados de su XIII Asamblea. Estos partidos fueron Encontro Irmandiño, Máis Galiza y el Partido Nacionalista Galego-Partido Galeguista. El BNG fue fundado el 26 de septiembre de 1982 con la unión de varias fuerzas políticas nacionalistas de izquierdas. Su actual portavoz nacional es Ana Pontón. Dentro de él conviven varios partidos y colectivos:
  - Unión do Povo Galego (UPG): partido autodefinido como "comunista patriótico, porque asume la lucha de liberación nacional". Fundado en la clandestinidad en 1964, tiene unos 1300 militantes. Su presidente desde 1977 es Bautista Álvarez y su actual secretario general Néstor Rego.
  - Movemento Galego ao Socialismo (MGS): pequeño partido marxista-leninista formado por una escisión de la UPG.
  - Abrente: corriente interna constituida en 2012 por exmilitantes de Máis Galiza que optaron por permanecer en el BNG tras la escisión de dicho partido en marzo del mismo año. Mantiene una postura de izquierda moderada más próxima a la socialdemocracia.

- Compromiso por Galicia: es un partido político español de ámbito gallego que se define como galleguista, progresista y europeísta.[7] Partido de orientación socialdemócrata formado por la confluencia de las organizaciones Máis Galiza (izquierda, escindida del BNG) y Acción Galega (centro progresista). Este último ha incorporado a pequeños partidos del nacionalismo gallego de centro como PGD o el PNG-PG. Fue fundada en mayo de 2012 y constituida como partido único en diciembre del mismo año. Su secretario general es Xoán Bascuas.
  - Máis Galiza, partido nacionalista de ideología socialdemócrata, surgió de una antigua corriente interna del BNG creada en 2009. El 11 de marzo de 2012 decidió en asamblea constituirse en partido político y escindirse del Bloque, debido a diferencias ideológicas y organizativas con la candidatura promovida por la Unión do Povo Galego (UPG), ganadora de la XIII Asamblea del BNG. Su secretario general es Xoán Bascuas, más tarde candidato de CxG a la presidencia de la Junta de Galicia en las elecciones autonómicas de octubre de 2012.
  - Acción Galega, organización política de centro progresista transversal, liderada por el empresario Rafael Cuíña, anterior miembro del Partido Popular de Galicia. Otros miembros destacados de dicha organización son la exconsejera del bipartito gallego Teresa Táboas o el exsenador del BNG Xose Manuel Pérez Bouza.[8]
  - Espazo Ecosocialista Galego, también conocidos como Ecogaleguistas, está liderada por Xoán Hermida y tiene un perfil más ecosocialista.[9] Sin embargo, en septiembre de 2012 abandonó CxG para integrarse en Alternativa Galega de Esquerda.
  - Otras formaciones que también se pueden considerar integradas en el proyecto son el 
    - Partido Nacionalista Galego-Partido Galeguista (PNG-PG),
    - Esquerda Nacionalista,
    - Espazo Socialista Galego,
    - un sector de Unidade da Esquerda Galega,
    - Partido Galeguista Demócrata (PGD),[10][11]
    - Unidade Veciñal 26 de abril de Carral,
    - Partido Galeguista de A Estrada,
    - Alternativa Popular Galega (APGA, escisión del PPdG) y
    - Coalición Galega:
      - Sectores del Partido Galeguista,
      - Sectores de UCD,
      - Partido Gallego Independiente,
      - Centristas de Orense.

- Anova-Irmandade Nacionalista: organización política asamblearia de orientación socialista e independentista, liderada por el histórico Xosé Manuel Beiras, formada por la suma de los partidos Encontro Irmandiño, de orientación altermundista, la FPG (comunista), así como de militantes a título individual. Para las elecciones autonómicas de 2012 se presentó en coalición con Esquerda Unida, Espazo Ecosocialista Galego y Equo, bajo la denominación de Alternativa Galega de Esquerda, logrando la coalición 9 escaños en el Parlamento de Galicia y quedando como tercera fuerza de la cámara. Dentro de él conviven como:
  - Frente Popular Galega: organización situada ideológicamente en el socialismo y en el independentismo. Formado en 1987 por el Partido Comunista de Liberación Nacional (PCLN) y Galiza Ceive-OLN junto con otras organizaciones menores de carácter local como los Colectivos Nacionalistas de Trasancos y Vigo, los Grupos Independentistas Galegos de Santiago de Compostela y el colectivo Iskeiro de Ferrol. Sus principios son "la independencia nacional, el anticolonialismo, el anti-imperialismo, la solidaridad internacionalista y la auto-organización". Sus figuras más destacadas son el literato Xosé Luís Méndez Ferrín y Mariano Abalo (portavoz nacional). Actualmente integrados en Anova-Irmandade Nacionalista.

- Terra Galega: coalición de centro nacionalista que se formó el 4 de noviembre de 2005. La forman el Centro Democrático Independiente (CDI), Iniciativa Galega, Coalición Galega, Unidade por Narón y algunas otras pequeñas fuerzas locales que suman 4 alcaldes y 64 concejales en 32 ayuntamientos gallegos.

- Espazo Ecosocialista Galego: pequeño partido galleguista de ideología ecosocialista orientado hacia la izquierda renovadora. Constituido en 2012, estuvo integrado unos meses en Compromiso por Galicia hasta que en septiembre de ese mismo año decidió abandonarlo y sumarse a la coalición electoral Alternativa Galega de Esquerda. Su portavoz es Xoán Hermida.

- Partido Galeguista: partido de centro que se autodefine como heredero del Partido Galeguista de 1931, constituido en 2004 con Manuel Soto Ferreiro como secretario general y Xabier González como presidente. Se autodefinen como la "opción política galleguista y de los galleguistas".

- Partido Comunista do Povo Galego: partido político creado en 1984 y vinculado al Partido Comunista de los Pueblos de España (PCPE) hasta 2008. Tiene una estructura jurídica independiente desde 1993. Si bien el PCPG no se declaraba nacionalista, sí ha defendido siempre el derecho a la autodeterminación para Galicia. Con un viraje hacia el independentismo cada vez más pronunciado, en las últimas convocatorias electorales han respaldado las candidaturas del BNG.

- Nós-Unidade Popular: se posicionaba en los parámetros de la izquierda independentista, revolucionaria, antipatriarcal y defensora del gallego como "lengua nacional" de Galicia, defendiendo la unidad lingüística gallego-portuguesa (reintegracionismo). Su líder fue Carlos Morais hasta su disolución en 2015.

- - Primeira Linha: organización comunista integrada en el Movimento de Libertaçom Nacional Galego. Apoya la independencia de Galicia, considerando parte de ésta a la actual comunidad autónoma de Galicia más las Tierras del Eo-Navia, el Valle del Íbias y las comarcas de El Bierzo y Sanabria.

- - Assembleia da Mocidade Independentista: organización juvenil, calificada como de extrema izquierda, con orígenes en el antiguo brazo político del EGPGC, la Assembleia do Povo Unido. Se autodisolvió en 2014.

- Centristas de Galicia: escisión de Coalición Galega, gobernó la Diputación de Orense y se coaligó con Fraga Iribarne en 1989, haciéndose con la Presidencia del Parlamento (Victorino Núñez) y la Consejería de Cultura (Daniel Barata). Un exdirigente sería también consejero de Emigración, Cooperación Exterior e Inmigración del último gobierno Fraga (Aurelio Miras Portugal).

- Coalición Galega: fundada por Eulogio Gómez Franqueira, cosechó importantes éxitos en diversas elecciones locales y en las elecciones autonómicas de 1985, con Pablo González Mariñas como candidato a Presidente de la Junta. Tuvo un diputado en el Congreso (Senén Bernárdez). Víctima de sucesivas escisiones, acabó en manos del exdirigente de Alianza Popular José Luis Barreiro Rivas, que la condujo, tras pasar por una Junta de Galicia tripartita, a su práctica desaparición.

- Candidatura Democrática Galega: grupo de notables galleguistas de centro-izquierda apoyado por el PSOE que en las primeras elecciones democráticas alcanzó tres escaños en el Senado (aunque sólo Valentín Paz Andrade permaneció en el Grupo Mixto, sin integrarse en los grupos socialista o de UCD como hicieron los otros dos senadores).

- Identidade Galega: partido que se autodenomina "identitario". Algunas de sus posturas ideológicas pueden ser consideradas como de extrema derecha. Aunque defiende la identidad y la cultura y las tradiciones gallegas, IDEGA no es independentista. Sus resultados electorales son marginales y se desconoce si continúan en activo.

## Elecciones generales de España de 2023
- Se presentan en candidaturas conjuntas por todas las circunscripciones de Galicia al Congreso y al Senado:
  - Bloque Nacionalista Galego
  - Compromiso por Galicia
  - Partido Galeguista Demócrata